# 馬可·魯比奧
馬可·安東尼奧·鲁比奥（英語：Marco Antonio Rubio，/ˈruːbioʊ/；1971年5月28日—），美国古巴裔政治人物、律师，生于美国佛罗里达州迈阿密，共和黨黨员，現任美國國務卿（第72任）、代理美國檔案管理員和代理美國國家安全顧問，曾任佛羅里達州聯邦參議員、美國國際開發署代理署長。
鲁比奥早年担任西迈阿密市议员，2000年当选佛罗里达州众议院议员，并于2006年至2008年担任佛罗里达州众议院议长。从政初期，鲁比奥立场温和，与布什家族关系密切。他连续四届（2000、2002、2004、2006年）担任佛罗里达州议员，在议会中积极支持共和党州长杰布·布什的政策议程，深受布什家族认可。之后受任期限制，鲁比奥于2008年离开佛罗里达州议会，随后在佛羅里達國際大學任教。
2009年，美国政坛兴起了极右翼的茶党运动，使鲁比奥调整立场并成为茶党运动和保守主义的代表人物。2010年，他借助“茶党”支持当选联邦参议员，意外击败了资金更充裕、知名度更高的前州长查理·克里斯特。
2013年，鲁比奥参与联邦参议院两党共同起草移民改革法案的“八人帮”，旨在为数百万非法移民（主要为拉美裔）提供获得美国公民身份的途径，以期扩大共和党的选民基础。然而这项法案尽管在参议院通过，但在众议院存在分歧而未能通过；有许多右翼选民和媒体批评他对非法移民过于宽容，称其为“大赦非法移民的倡导者”，部分“茶党”成员甚至公开宣布不再支持他。
2013年2月，鲁比奥登上《时代》周刊封面，被称为“共和党救世主”、“共和党的未来”以及“共和党的奥巴马”。
2015年4月，鲁比奥宣布参加2016年美国总统选举的共和党初选以角逐提名，后获得布什家族和共和党建制派的支持。在竞选期间，他赢得了明尼苏达州、华盛顿哥伦比亚特区和波多黎各的初选。然而，在2016年3月15日佛罗里达州的共和党初选中，他仅排名第三，位列唐纳德·特朗普和泰德·克鲁兹之后，随后宣布停止其竞选活动。
结束了总统竞选后，鲁比奥重返参选参议员并成功连任，开启第二个任期。2016年至2020年，鲁比奥对特朗普第一届政府在美国拉丁美洲政策有显著影响力，因而被称为“拉丁美洲的影子国务卿”。
2017年8月，弗吉尼亚州发生白人种族主义骚乱。起初鲁比奥曾对“白人至上”言论表示支持，但随着事态升级，他迅速与俄亥俄州州长约翰·卡西奇和得克萨斯州联邦参议员泰德·克鲁兹等人一道公开与极右翼划清界限。
2019年1月，因同属佛罗里达州的联邦参议员比尔·纳尔逊落选，使鲁比奥成为该州的资深联邦参议员，他在2022年再次成功连任，击败了民主党候选人瓦尔·德明斯。
2025年1月，鲁比奥獲剛上任的特朗普第二届政府提名以及參議院一致批准下就任美國國務卿。

## 譯名
中國大陸早期對魯比奧的姓氏譯法不統一，以往最普遍的譯法是「盧比奧」，但2015年新華社的報道把他的姓氏翻译为“鲁比奧”；2020年中國外交部發表的制裁名單上則使用“魯比欧”的稱呼。直至2025年他成為美國國務卿後，中方把譯法統一為「魯比奧」。有意見認為中方更改譯法，是種「自我解套」和「下台階」，認為因為中方制裁的是「盧比奧」而不是「魯比奧」，所以「改了名字，他就能來了」。《紐約時報》有記者曾在中國外交部的例行記者會上對此提問，時任外交部發言人毛宁否定了這種說法，並回應「與中文譯名相比，更重要的是他的英文名字」。实际上，规范译名为“鲁比奧”的原因是新华社译名室的译名规则，Ru一般對應「魯」，Lu對應「盧」，依此规则，Rubio的规范译名为“鲁比奧”（參見Wikipedia:外語譯音表/英語）。

## 早年生活和教育

鲁比奥的1989年高中毕业纪念册照片

1971年5月28日生于佛罗里达州邁阿密市，是马里奥·鲁比奥·雷纳（Mario Rubio Reina）和奥里亚莱斯·鲁比奥（Oriales Rubio；娘家姓加西亚 (Garcia)）的次子和第三個孩子。他的父母是古巴移民，于1956年在巴蒂斯塔政權統治期間移民到美國，比古巴革命後上台的卡斯特羅早了兩年半。他的母親在卡斯特羅掌權後至少四次回古巴，包括1961年一次为期一个月的旅行。鲁比奥的父母在他出生时并非美國公民，但他们在1975年通过申请获得了美国国籍。鲁比奥的一些亲戚则是以难民身份被接纳入境美国。
鲁比奥的外祖父佩德罗·维克托·加西亚（Pedro Victor Garcia）于1956年合法移民美国，但在1959年回到古巴找工作。1962年，当他逃离古巴并在没有签证的情况下返回美国时，因被视为无证移民而遭到拘留，移民法官下令将其驱逐出境。然而，移民官员在当天稍后撤销了驱逐决定，并允许他以“假释”身份合法留在美国。1966年《古巴移民修正法》通過後，加西亚重新申请并成功获得永久居民身份。鲁比奥在童年时期与外祖父关系十分亲近。
2011年10月，據《華盛頓郵報》報導，鲁比奥此前称其父母在1959年菲德尔·卡斯特罗上台后被迫离开古巴的说法并不准确。实际上，他们在1956年巴蒂斯塔獨裁統治時就已离开古巴。據《郵報》報導，「[在]佛羅里達州，與革命後的流亡社群有聯繫使政治家的知名度得到提升，而與卡斯特羅統治前的流亡者有聯繫的人則無法達到這一效果，因為卡斯特羅統治前的流亡者有時會受到懷疑。」鲁比奥否認誇大其家族歷史，解释称他关于家族的公开陈述是基于“家族传说”。鲁比奥斷言他的父母打算在1960年代返回古巴。他補充說，他母親在1961年帶著他的兩個兄弟姊妹回到古巴，打算長期居住在那裡 (他父親留在邁阿密「處理家庭事務」)，但國家邁向共產主義，導致全家改變計劃。鲁比奥表示，「我的家庭故事的精髓是他們一開始為何來美國，以及為何要留下來」。
鲁比奥有三個兄弟姊妹：哥哥馬里奧（Mario）、姐姐芭芭拉（Barbara）以及妹妹韦罗妮卡（Veronica）。在他成長的過程中，他的家人都是天主教徒，不過從8歲到11歲，他和家人住在拉斯維加斯時，參加了耶穌基督後期聖徒教會。在內華達州的那些年，他的父親在山姆小镇赌场酒店（Sam's Town Hotel）擔任酒保，母親則在 皇宫赌场酒店（Imperial Palace Hotel and Casino）擔任管家。1984年，他第一次領受聖餐成為天主教徒，一年後與家人搬回邁阿密。他在天主教堂受堅振禮，后来也在天主教堂结婚。
鲁比奥就讀於南邁阿密高中，1989年畢業。他以足球獎學金在密蘇里州的塔基奧學院就讀一年，之後進入位於佛羅里達州蓋恩斯維爾的聖達菲學院。他於1993年獲得佛羅里達大學政治學文學士學位，並於1996年以優異成績獲得邁阿密大學法學院法學博士學位。鲁比奥曾表示，他欠下了100,000美元的學生貸款。他已於2012年還清這些貸款。

## 早期政治生涯
在學習法律期間，鲁比奥曾為美國眾議員伊利安娜·罗斯-莱赫蒂宁實習。他還參與了共和黨參議員鲍勃·多尔 1996年的總統競選活動。1998年4月，在完成法學院課程兩年後，鲁比奥當選為西邁阿密市城市委員。2000年初，他成為佛罗里达州众议院議員。

### 佛羅里達州眾議院

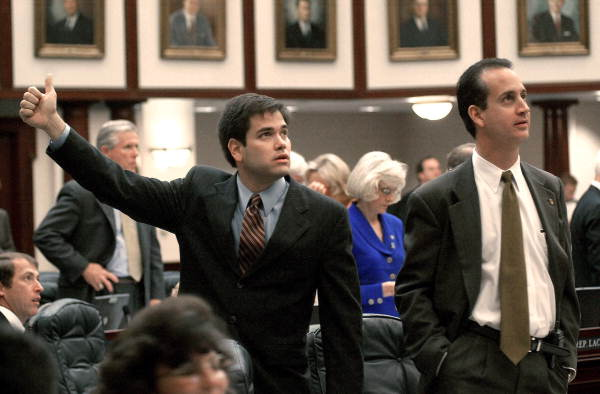
鲁比奥和马里奥·迪亚斯-巴拉特，2001年

#### 在選舉與兼任
1999年底，佛罗里达州众议院舉行特別選舉，以填補代表邁阿密的第111眾議院選區的席位。這被認為是一個安全的共和黨席位，因此鲁比奥的主要挑戰是贏得共和黨提名。他以溫和派的形象進行競選，主張減稅和幼兒学前教育。
1999年12月14日，鲁比奥在共和黨初選中名列第二，但在共和黨提名的決選中，僅以64票之差擊敗安吉尔·扎永（Angel Zayon）（一個受古巴流亡人士歡迎的電視台和電台記者），贏得共和黨提名。之後，他在2000年1月 25日的特別選舉中以72%的得票率擊敗民主黨人阿纳斯塔西娅·加西亚（Anastasia Garcia）。

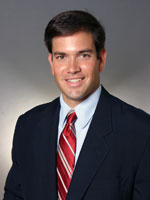
2007年鲁比奥作為佛羅里達州眾議員的官方肖像

2000年11月，鲁比奥在沒有對手的情況下再次當選。2002年，他在沒有對手的情況下連任。2004年，他以66%的得票率連任第三任。2006年，他在沒有對手的情況下第四次連任。
鲁比奥在佛羅里達州眾議院工作了近九年。由於佛罗里达州议会會期只有六十天，他每年約有一半時間在邁阿密從事法律工作，先是在一家專門從事土地使用和區域劃分的律師事務所工作，直到2014年他在邁阿密一家法律和游說公司 Broad and Cassel 任職（雖然州法律禁止他代表公司客戶從事游說或提出立法）。

#### 佛羅里達州眾議員任期内
鲁比奥於2000年1月在位於塔拉哈西的佛罗里达州众议院就職時，佛羅里達州的選民最近剛通過了任期限制的憲法修正案。由於許多資深現任議員必須退休，這為新的立法領導人創造了空缺。根據《国家杂志》(National Journal) 的一篇文章，鲁比奥在這方面也獲得了額外的優勢，因為他因特別選舉而提前宣誓就职，他將利用這些機會加入共和黨領導層。

#### 佛羅里達州眾議院多數黨鞭和多數黨領袖
2000年晚些時候，眾議院多數黨領袖迈克·法萨诺（Mike Fasano）擢升鲁比奥為兩位多數黨黨鞭之一。《國家期刊》形容這個職位通常需要很多手腕，但鲁比奥採取了不同的方法，更多地依靠說服議員，而較少依靠強迫他們。
法萨诺因與眾議院議長意見不合，於2001年9月辭去眾議院多數黨領袖一職，而眾議院議長讓鲁比奥接替法萨诺，以任命一位更有經驗的人接替他。法萨诺自願參與選區重劃工作，他將全州分成五個區域，然後個別與相關的立法委員合作，這項工作有助於鞏固他與共和黨領袖的關係。
2002年12月，鲁比奥被議長約翰尼·伯德（Johnnie Byrd）任命為眾議院多數黨領袖。他說服眾議院議長伯德重組多數黨領袖的工作，將立法爭論交由黨鞭辦公室處理，而鲁比奥則成為眾議院共和黨的主要發言人。
根據《國家期刊》的報導，在這段期間，鲁比奥並未完全堅持教條式的保守原則，有些同事形容他是「尋找民主黨和通常與共和黨不一致的團體」的中間派人士。他與他人共同提出立法，讓農業工人在工資被剋扣時可以在州法院起訴種植者，並與他人共同提出法案，讓無證移民的子女享有州內學費。在9月11日襲擊之後，他對擴大警方拘留權力表示懷疑，並協助否決了一項要求大學增加向州報告外國學生情況的共和黨法案。

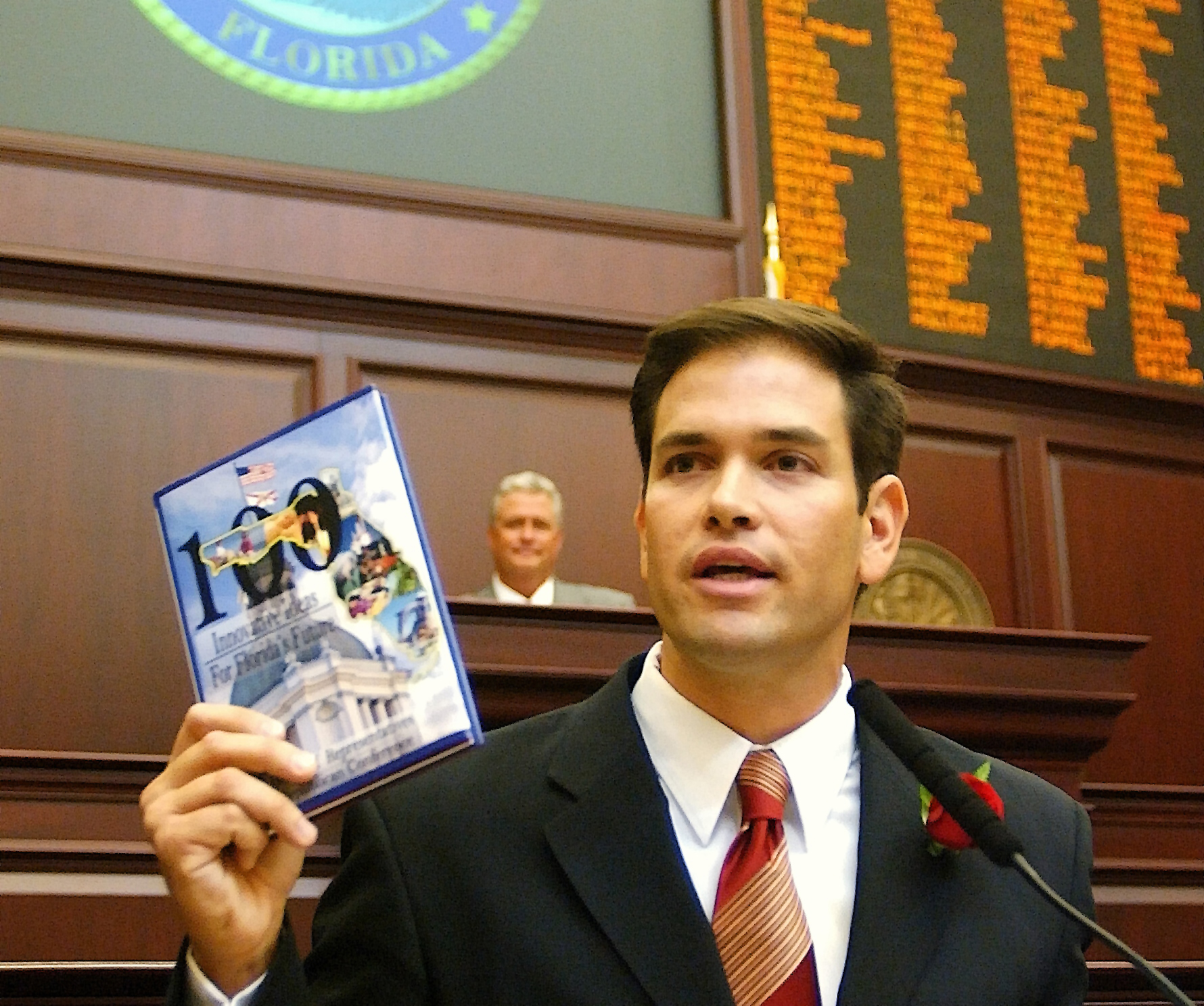
2005年9月，时任议长鲁比奥向佛罗里达州众议院同事发出挑战，要求他们帮助撰写《佛罗里达州未来的100个创新想法》

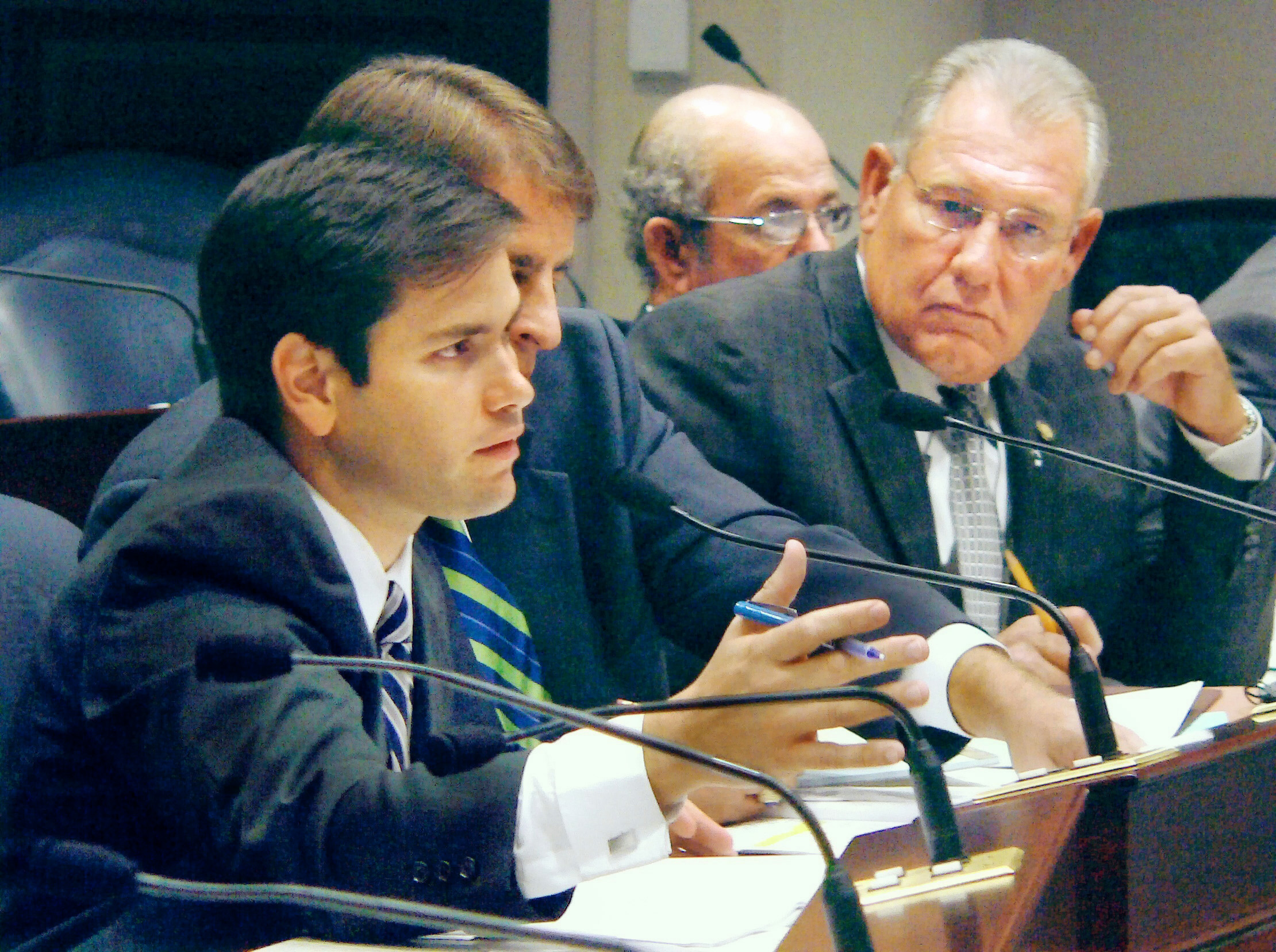
2005年10月，鲁比奥担任佛罗里达州众议院私有财产权特别委员会主席

作為州議員，鲁比奥在2001年和2002年申請了總計約1.45億美元的特殊专款（在佛羅里達州稱為「社區預算問題請求」），但之後就沒有了。此外，行政部門的一個辦公室編製了一個更長的立法者支出請求清單，其中包括鲁比奥，非營利組織「佛羅里達稅務監察」（Florida TaxWatch）也編製了這份清單。其中許多列出的項目都是用於鲁比奥所說的「如果我們不提供經費，議員就會受到攻擊」的健康與社會計畫。《坦帕灣時報》和《迈阿密先锋报》2010年的一篇報導稱，鲁比奥的一些支出要求與他的個人利益相吻合。例如，鲁比奥要求為傑克遜紀念醫院 (Jackson Memorial Hospital) 撥款2,000萬美元，用於補貼窮人和無保險者的護理，而鲁比奥後來也為該醫院擔任顧問。鲁比奥的發言人表示，有關項目對整個縣都有幫助，鲁比奥並沒有為了讓這些項目獲得批准而進行遊說，醫院的撥款是必要且無爭議的，而且鲁比奥是「有限政府的保守派......而不是無政府的保守派」。

#### 佛羅里達州衆議院議長
2005年9月13日，34歲的鲁比奥在州眾議員丹尼斯·巴克斯利（Dennis Baxley）、杰夫·科特坎普（Jeff Kottkamp）和丹尼斯·A·羅斯退出議長選舉後成為議長。一年後，他於2006年11月宣誓就任。他成為第一位擔任佛羅里達州眾議院議長的古巴裔美國人，並一直擔任議長至2008年11月。
2005年，當他被選為未來的議長時，鲁比奥在佛羅里達州眾議院發表了一次演講，他要求議員們在自己的辦公桌上找找，他們每人都在桌上找到一本精裝書，書名是《佛羅里達州未來的100個創新想法》；但這本書是空白的，因為還沒寫完，鲁比奥告訴他的同事們，他們將在佛羅里達州普通人的幫助下一起填寫書頁。2006年，鲁比奥在走遍全州、與市民交談並整理他們的想法之後，出版了這本書。《國家期刊》稱這本書為「鲁比奥早期演講的核心」。其中約24項「構想」成為法律，另外10項則部分獲得通過。在他2006年書中成為法律的項目包括多年汽車註冊、要求高中提供更多職業課程，以及擴大類似學券的學校選擇計劃。鲁比奥的辯護者和一些批評者指出，全國性的經濟困境與鲁比奥擔任議長期間的大部分時間重疊，因此新立法提案的資金來源變得困難。
當鲁比奥就任議長時，傑布·布希正在即將完成他的州長任期，布什於2007年1月卸任。鲁比奥聘請了18名布什的助手，導致國會議院內部人士稱議長辦公室是「流亡州長辦公室」。《國家期刊》的一篇文章形容鲁比奥的風格與布希的風格截然不同；布希在塔拉赫西是一位非常果斷的事務管理者，而鲁比奥的風格則是下放某些權力，放棄其他權力，並邀請政治對手加入他的核心圈子。作為即將上任的議長，他決定為議員開設私人餐廳，他說這樣可以讓議員有更多隱私，免受說客們的追逐，不過這筆費用導致了公共關係問題。
2006年，佛羅里達州針對「2005年最高法院在凯洛诉新伦敦市案一案」中的判決，對州政府徵用私有財產的權力做出了限制，該判決對政府根據徵用權徵用私有財產的權力採取了廣泛的觀點。這項州立法是由鲁比奥在擔任演講人之前主持的特別委員會提出的。
傑布·布什的繼任者是查理·克里斯特，他是一位溫和的共和黨人，於2007年1月上任。鲁比奥和克里斯特經常發生衝突。他們最尖銳的衝突涉及州長在佛羅里達州擴大賭場赌博的倡議。鲁比奥起訴克里斯特繞過佛罗里达州议会與塞米諾爾人部落達成協議。佛羅里達州最高法院支持鲁比奥，阻止了該交易。
鲁比奥還批評克里斯特通過行政命令制定新的汽車和公用事業排放標準來對抗氣候變化的策略。鲁比奥指責克里斯特強加「歐洲式的大政府強制」，而立法機關在鲁比奥的領導下削弱了克里斯特的氣候變化倡議的影響力。鲁比奥表示，克里斯特的做法會提高公用事業帳單，對消費者造成傷害，卻不會對環境產生太大影響，而更好的做法是推廣生物燃料 (例如乙醇)、太陽能板和能源效率。
鲁比奥提出了一項計劃，將州財產稅降至2001年的水平 (甚至可能完全取消)，同時將銷售稅提高1%至2.5%，以資助學校。該提案將使該州的財產稅減少400 億至500億美元。他的提案在眾議院獲得通過，但遭到州長克里斯特和佛羅里達參議院共和黨人的反對，他們表示銷售稅的增加將對窮人造成不成比例的影響。因此，鲁比奥同意較小的變更，而克里斯特將州內財產稅免稅額加一倍，從25,000美元提高到50,000美元的提案（克里斯特估計減稅額為330億美元）最終獲得通過。立法者稱之為佛羅里達州到當時為止歷史上最大的減稅。當時，共和黨反稅務活動家格罹弗·诺奎斯特形容鲁比奥是「全國最支持納稅人的立法領袖」。
根據NBC新聞的報導，鲁比奥在擔任議長期間「積極試圖將佛羅里達州推向政治右翼」，並經常與佛羅里達州參議院（由較溫和的共和黨人掌管）以及當時的州長查理·克里斯特發生衝突，克里斯特是當時的中間派共和黨人。雖然鲁比奥是保守派，但據傳記作者曼努埃尔·罗伊格-弗朗齐亚（Manuel Roig-Franzia） 稱，「在幕後，許多民主黨人認為鲁比奥是他們可以合作的對象」。邁阿密的丹·蓋爾伯（Dan Gelber）是 鲁比奥擔任演講人時的眾議院民主黨領袖，他認為鲁比奥是「真正的保守派」，但不是「反射性的黨派人士」，他說： 他說：「他不會僅僅因為對方是對方而反對與對方合作。說得難聽一點，他不是一個混蛋。」蓋爾伯認為鲁比奥是 「一個極端的保守派，非常偏右，但可能是極端右派所希望的最有才華的發言人」。
2007年，佛罗里达州议会黑人核心小組主席托尼·希尔 (Tony Hill) 參議員要求立法機關為奴隸制道歉，鲁比奥表示這個想法值得討論。翌年，支持他的鲁比奥表示，這種道歉儘管只是象徵性的，但也可能很重要；他指出，即使在2008年，年輕的非裔美國男性也「認為他們無法實現美國夢」。他協助成立了一個關於黑人男性和男孩所面臨問題的委員會，說服同事在邁阿密的自由城 (Liberty City) 社區複製哈林兒童區 (Harlem Children's Zone)，並支持促進黑人兒童和其他人識字和指導的努力。
2010年在鲁比奥參議院競選期間，以及2015年在他的總統競選期間，媒體和他的政治對手提出了關於鲁比奥在擔任眾議院議長期間從他的佛羅里達州共和黨美國運通卡中扣除的一些項目。鲁比奥在這兩年中扣除了約11萬美元，其中1.6萬美元是與黨務無關的個人支出，例如雜貨和機票。鲁比奥表示，他個人支付給美國運通的這些個人開支超過16,000美元。2012年，佛羅里達州道德委員會(Florida Commission on Ethics)撇清了鲁比奥在使用政黨發行的信用卡方面的不當行為，儘管委員會檢查員表示鲁比奥在未使用其個人萬事達卡方面表現出了「一定程度的疏忽」。2015年11月，鲁比奥公佈了他2005年1月至2006年10月的政黨信用卡帳單，其中顯示有八筆總金額為7,243.74美元的個人費用，這些費用都是他個人償付的，大多數都是在下一個帳期之前償付的。鲁比奥發言人托德·哈里斯（Todd Harris）在公開這些收費記錄時表示：「這些帳單都是十多年前的了。今天詢問這些記錄的只有自由派媒體和我們的政治對手。我們現在公開它們，因為馬可沒有什麼好隱瞞的。」

## 教授生涯
2008年離開佛罗里达州议会後，鲁比奥開始在佛羅里達國際大學 (FIU) 擔任兼職教授，以研究员的身份任教。2011年，在進入美国参议院後，他重新加入FIU教職員行列。鲁比奥在政治與國際關係系任教，該系隸屬於FIU的史蒂文·J·格林（Steven J. Green）國際與公共事務學院。他曾教授佛羅里達州政治、政黨和立法政治的本科課程。
鲁比奥被任命為佛羅里達國際大學教授最初受到批評。當鲁比奥擔任佛羅里達州眾議院議長時，該大學獲得了可觀的州政府撥款，而在FIU委任他為教師時，許多其他大學職位正因撥款問題而被取消。當鲁比奥接受FIU兼職教授的研究員任命時，他同意從私人來源為其職位籌集大部分經費。

## 美國參議員生涯

### 選舉

#### 2010年
2009年5月5日，鲁比奥表示有意競選由梅尔·马丁内斯空出的美國參議員席位，馬丁内斯決定不尋求連任，並隨後在任期結束前辭職。在展開競選活動之前，鲁比奥在全州各地與募款人和支持者會面。在初選中，鲁比奥最初以兩位數字的劣勢不敵同黨的現任州長查理·克里斯特，但最終在民調中超越克里斯特贏得共和黨提名。在他的競選中，鲁比奥得到了茶黨成員的支持，其中許多人對克里斯特作為州長的政策感到不滿。2010年4月28日，克里斯特表示他將不加入黨派參選，實際上將共和黨提名讓給了鲁比奥。在鲁比奥贏得共和黨提名後，克里斯特的幾位頂尖募款人以及共和黨領導層拒絕支持克里斯特。
2010年11月2日，鲁比奥以49%的得票率贏得大選，克里斯特的得票率為30%，民主黨人肯德里克·米克(的得票率為20%。當鲁比奥宣誓就任美國參議員時，他和新澤西州的鲍勃·梅嫩德斯是參議員中僅有的兩位拉丁裔美國人。

#### 2016年
2015年4月，鲁比奥決定競選總統，而不是尋求參議員連任。在2016年3月15日暫停總統競選活動之後，鲁比奥在2016年6月13日「似乎打開了競選連任的大門」，他提到前一天發生的奧蘭多夜店槍擊事件，並說「這真的讓你停頓了一下，稍微想一想你為國家的服務，以及你在哪裡能對國家最有用」。鲁比奥在九天後的6月22日正式開始競選活動。2016年8月30日，鲁比奥擊敗卡洛斯·貝魯夫 (Carlos Beruff) 贏得共和黨初選。他在大選中對陣民主黨提名人帕特里克·墨菲，并以近52%的得票率擊敗了他。

#### 2022年

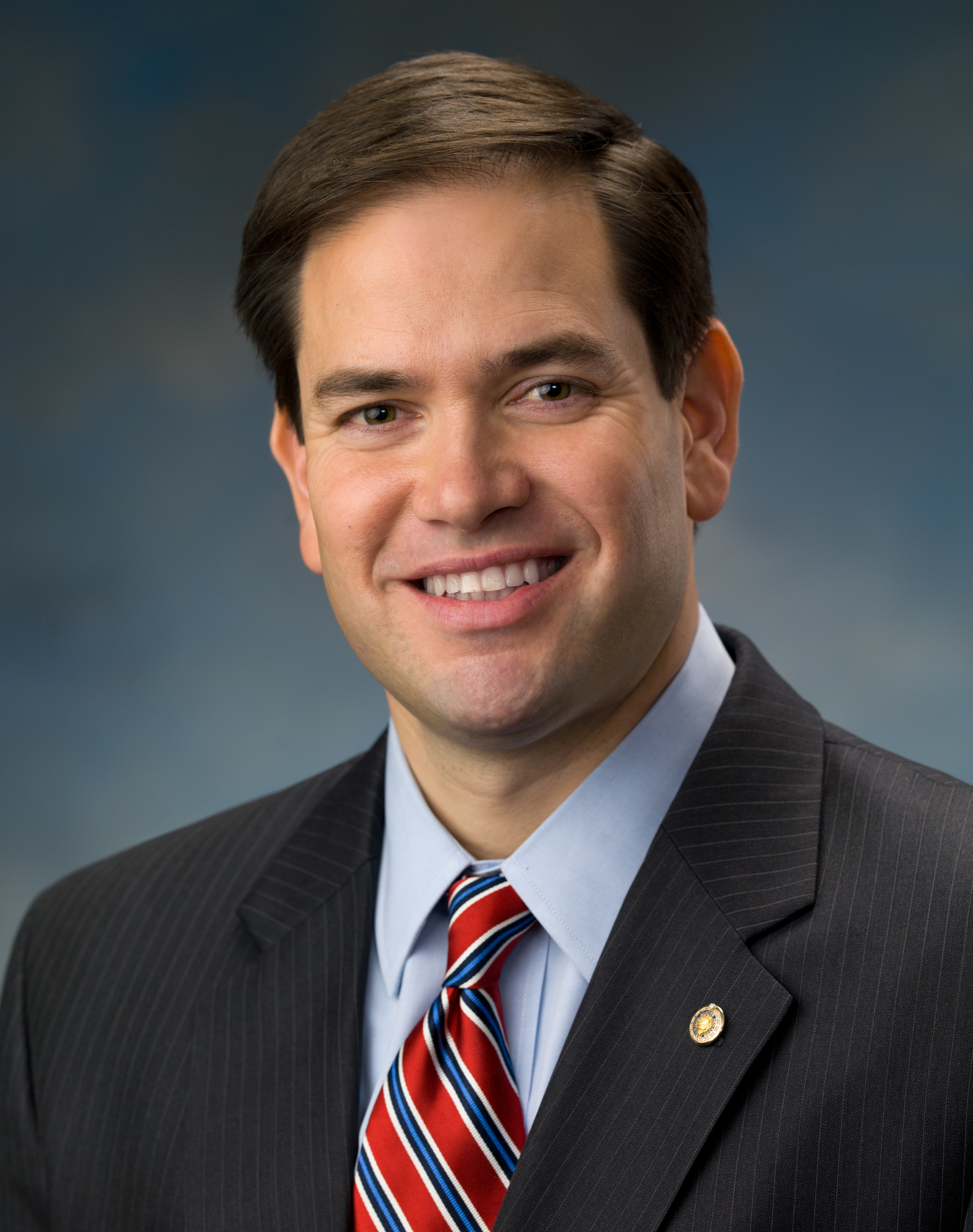
2011年鲁比奥在参议院期间的官方肖像

2020年11月，鲁比奥宣佈將在2022年選舉中競選第三屆參議員任期。他的對手是民主黨的挑戰者瓦爾·德明斯（Val Demings），她是佛羅里達州第10國會選區的美國衆議員，曾是一名警官。鲁比奥批評德明斯是「無效的國會議員，是南希·佩洛西的傀儡；她100%的時間都是跟著南希·佩洛西投票」。德明斯批評鲁比奥在參議院的出勤記錄，並在競選廣告中說鲁比奥是 「參議院出勤記錄最差的議員之一」、「當佛羅里達州需要你的時候，你就是不出現」。鲁比奥還聲稱德明斯支持加稅，但這被證實是虛假的。鲁比奥在11月8日的大選中贏得57%的選票，德明斯贏得41%的選票。

### 参议员任期内

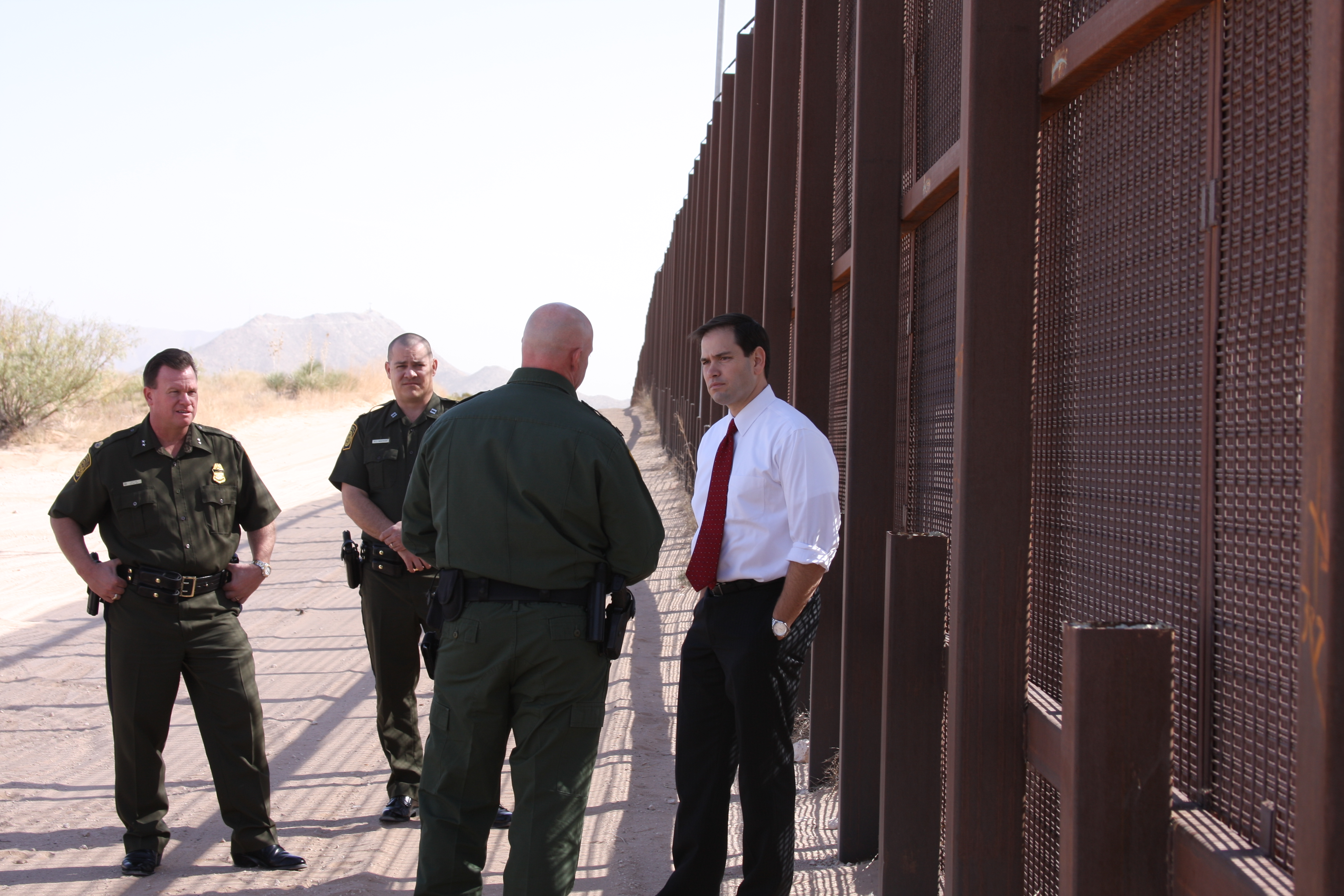
2011年11月，鲁比奥與邊境巡邏隊官員一起巡視美墨邊境

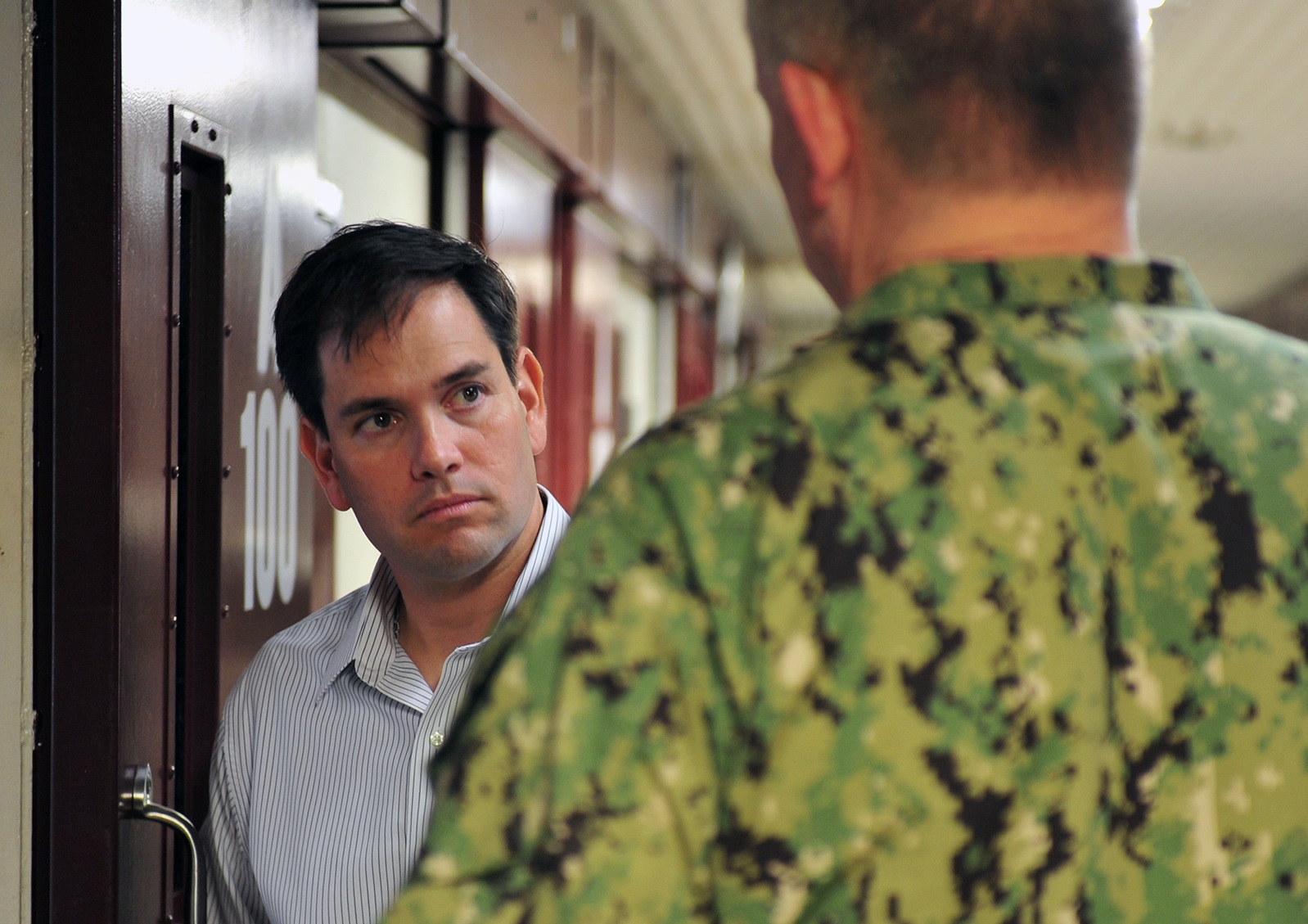
鲁比奥於2012年5月參觀關塔那摩灣海軍基地

在鲁比奥任職美國參議院的前四年中，共和黨一直處於少數黨地位。2014年中期選舉之後，共和黨獲得了參議院的多數控制權，使鲁比奥和共和黨在巴拉克·奧巴馬任總統的最後兩年以及唐納德·特朗普任總統的所有四年中擁有巨大的聯邦影響力。2020年選舉之後，民主黨重新獲得參議院多數控制權，鲁比奥所在的共和黨重新成為參議院中的少數黨。

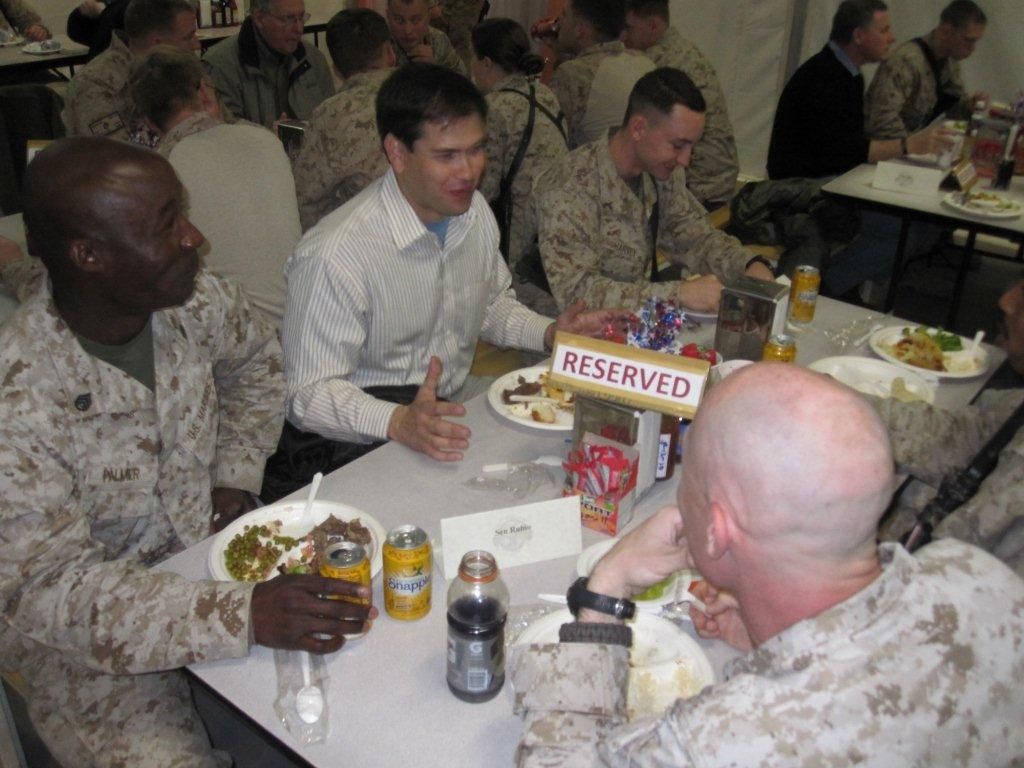
2011年1月，鲁比奥與在阿富汗莱塞尼克营的佛羅里達州人在一起用餐

#### 第112屆國會任期内（2011年—2013年）

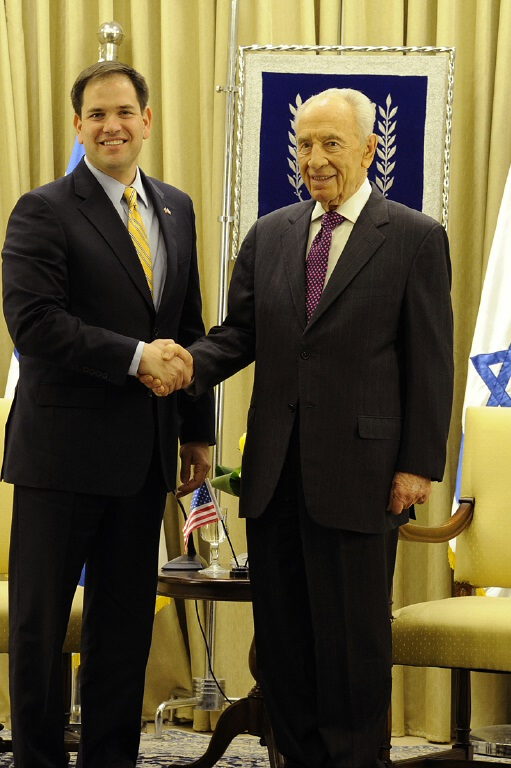
2013年2月，鲁比奥訪問約旦和以色列期間與以色列總統西蒙·佩雷斯在一起合影

2011年上任後不久，鲁比奥表示他沒有興趣在2012年總統選舉中競選總統或副總统。2012年3月，當他支持米特·羅姆尼競選總統時，鲁比奥表示，他並不期望或希望被選為副總統競選副手，但羅姆尼競選陣營對副總統候選人進行了審査。羅姆尼的前助手贝思·迈尔斯(Beth Myers)曾表示，審查過程沒有發現鲁比奥有任何不合格之處。
在他上任的第一年，鲁比奥成為美國對古巴禁運有影響力的捍衛者，並促使國務院撤回對乔纳森·D·法拉(Jonathan D.Farrar)的大使提名，法拉於2008年至2011年間擔任美國駐哈瓦那利益代表處處長。鲁比奥認為法拉對卡斯特羅政權的態度不夠堅定。同樣在2011年，鲁比奥受邀參觀了里根圖書館，期間他發表了一篇廣為人知的演講，還救了摔倒的南希·里根。
2011年3月，鲁比奥支持美國参與在利比亞的軍事行動，以推翻利比亞領導人穆阿迈尔·卡扎菲。他敦促參議院領導人提出「兩黨決議案，授權總統決定參與聯盟在利比亞的軍事行動」。政府決定根據戰爭權力決議不需要國會授權;參議員乔·利伯曼(1-CT) 與鲁比奧一起在2011年6月為《華爾街日報》撰寫一篇意見文章，再次敦促通過此類授權。2011年10月，鲁比奥與其他幾位参議員一起推動繼續介入,以「幫助利比亞奠定可持續安全的基礎」。卡扎菲被推翻後不久，鲁比奥警告民兵和武器的擴散構成了嚴重威脅，並呼籲美國更多參與以對抗這一威脅。
翌月，鲁比奥與特拉华州民主黨參議員克里斯·孔斯共同提出「美國成長、復甦、賦權與創業法」(American Growth, Recovery, Empowerment and Entrepreneurship Act, 簡稱AGREE法案)，該法案將延長許多企業研究開發、設備及其他資本的稅收抵免與豁免;為開始經營特許經營業務的退伍軍人提供稅收抵免;允許增加某些類型工作簽證的移民;以及加強版保護。
鲁比奥對2012年「財政懸崖」決議投了反對票。儘管他的這一立場受到了一些批評，但他還是做出了回應:「成千上萬的小企業，不只是富人，現在將被迫決定如何支付這筆新稅，而且，他們很可能會藉由解雇員工、縮減工時和福利，或是延遲他們原本想聘請的新員工。更糟糕的是，這對控制我們危險的债務毫無幫助。」

#### 第113屆國會任期内（2013年—2015年）
2013年，鲁比奥成為兩黨 「八人幫」參議員之一，負責制定全面移民改革立法。鲁比奥提出了一項計劃，為目前居住在美國的無證移民提供入籍途徑，包括支付罰款和補交稅款、背景調查和緩刑期；這一途徑只有在加強邊境安全後才能實施。該法案在他的支持下以68票對32票在參議院獲得通過，但鲁比奥隨後表示，眾議院不應採納該法案，因為對他來說，廢除奧巴馬健保等其他優先事項更為重要；眾議院從未採納該法案。鲁比奥自此解釋，他仍然支持改革，但採取不同的方式，而不是單一的全面法案。
鲁比奥被選為共和黨對奧巴馬總統2013年國情咨文的回應。這標誌著首次以英語和西班牙語發表回應。鲁比奥試圖與迫在眉睫的國防封存劃清強烈界限，但共和黨參議員兰德·保罗對奧巴馬演講的額外回應卻削弱了這一努力，他在回應中呼籲實施财产扣押。
2013年4月，鲁比奥投票反對擴大購買槍支的背景審查，認為增加監管措施對抓捕罪犯幫助不大。鲁比奥投票反對發布參議院情報委員會關於CIA酷刑的報告。2016年，鲁比奥表示美國應該從抓到的恐怖分子身上「找出他們所知道的一切」，不應該向敵人發電報「我們將會或不會使用什麼樣的審問手段」。

#### 第114屆國會任期内（2015年—2017年）
共和黨在2014年11月的選舉中控制了美国参议院。在共和黨控制的新時期開始時，鲁比奥推動取消聯邦政府用於補償保險公司損失的 「風險走廊」，作為《患者保護與平價醫療法案》（Patient Protection and Affordable Care Act，簡稱 PPACA）的一部分。風險走廊的資金來自參與PPACA的獲利保險公司，但由於保險公司在該計劃中的虧損遠遠超過其獲利，因此風險走廊已被耗盡。他的努力促成在2014年聯邦預算中加入一項規定，防止動用其他資金來補充風險走廊。
2015年3月，犹他州共和黨人參議員迈克·李和鲁比奥共同提出了一項稅收計劃，據《华尔街日报》報道，該計劃結合了 「老式的里根時代供應派 」和 「主要是年輕保守派改革思想家 」對中產階級稅務負擔的關注。該計劃將企業所得稅最高稅率從38%降至25%，取消資本收益稅、股息稅和遺產繼承稅，並新增每名兒童最高2,500美元的兒童稅收抵免。該計劃將個人所得稅最高稅率設為35%。該計劃還建議用新的 「綜合福利制度 」取代經過經濟狀況調查的福利制度，包括糧食券和所得稅抵免。
根據福克斯新聞報導的Vocativ分析，從2011年1月到2015年2月，鲁比奥錯過了總投票數的8.3%。根據追蹤國會投票記錄的GovTrack.us的分析，從2014年10月27日到2015年10月26日，鲁比奥在74%的參議院投票中投了票。2015年，鲁比奥缺席了約35%的參議院投票。從歷史背景來看，在尋求總統提名的參議員中，盧比奧的參議院投票出席記錄並不特殊；2007年，約翰·麥凱恩缺席投票的比例要高得多。但在2015年競選總統的三位參議員中，這是最差的。
在參議院任職期間，鲁比奥共同提出了從海地人道危機到俄羅斯併吞克里米亞等議題的法案，並經常對奧巴馬在國家安全方面的努力提出顯著的批評。
2016年5月17日，鲁比奥打破共和黨大多數人的立場，支持奧巴馬要求為防治寨卡病毒緊急支出20億美元，當時佛羅里達州的寨卡病例約佔美國有記錄病例的20%，他承認這是總統的要求，但補充說，「如何解決這個問題，這其實是科學家的要求、醫生的要求、公共衛生部門的要求」。
同年12月13日，在候任總統川普提名雷克斯·蒂勒森為他即將上任的政府的國務卿後，鲁比奥表達了對這一選擇的關注。1月11日，鲁比奥在參議院委員會確認蒂勒森的聽證會上對蒂勒森提出質疑，並在聽證會後表示他將「做正確的事」。1月23日，鲁比奥表示他將投票確認蒂勒森，並表示延遲任命將違反國家利益。

#### 第115屆國會任期内（2017年—2019年）

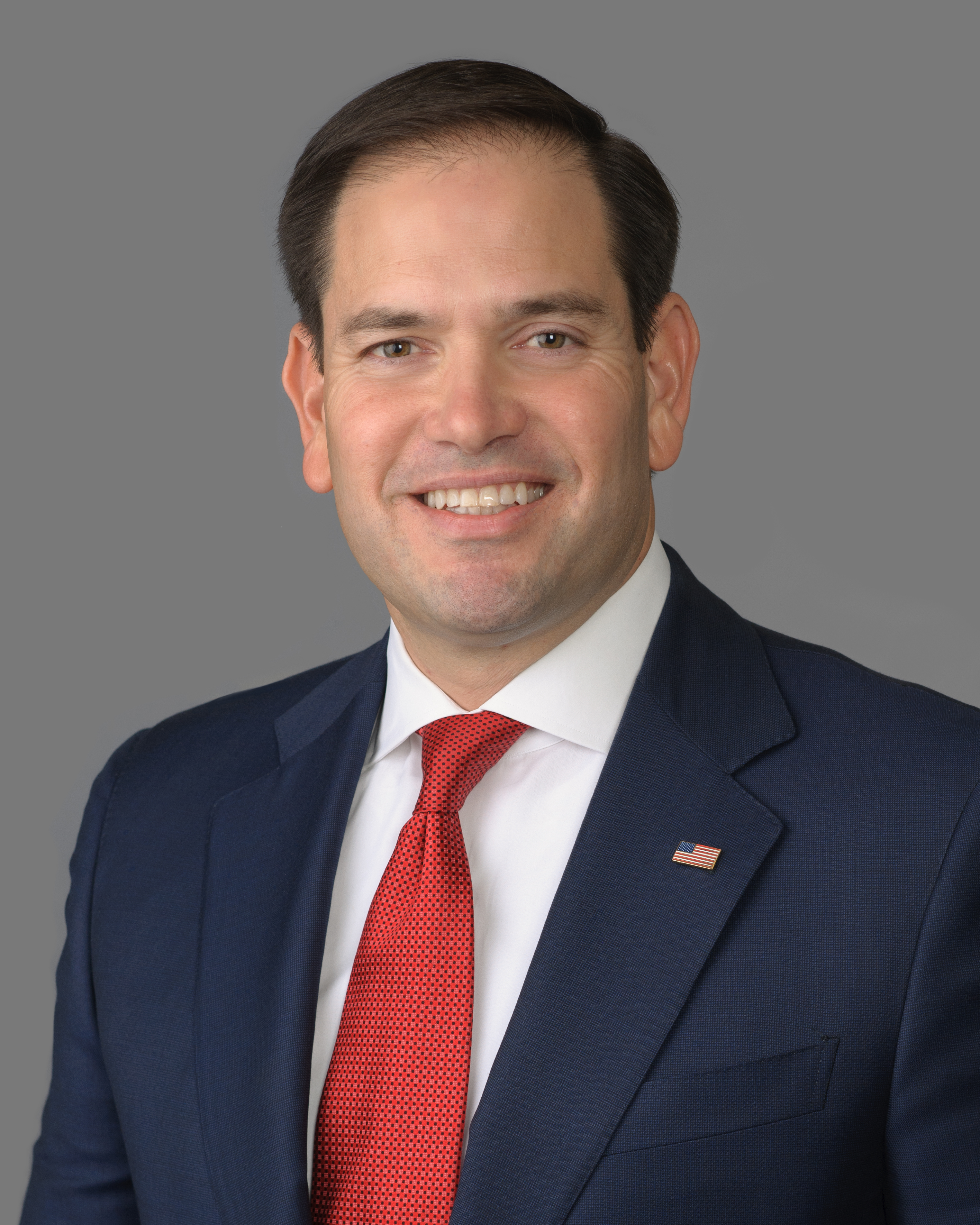
2018年美國參議院官方肖像照

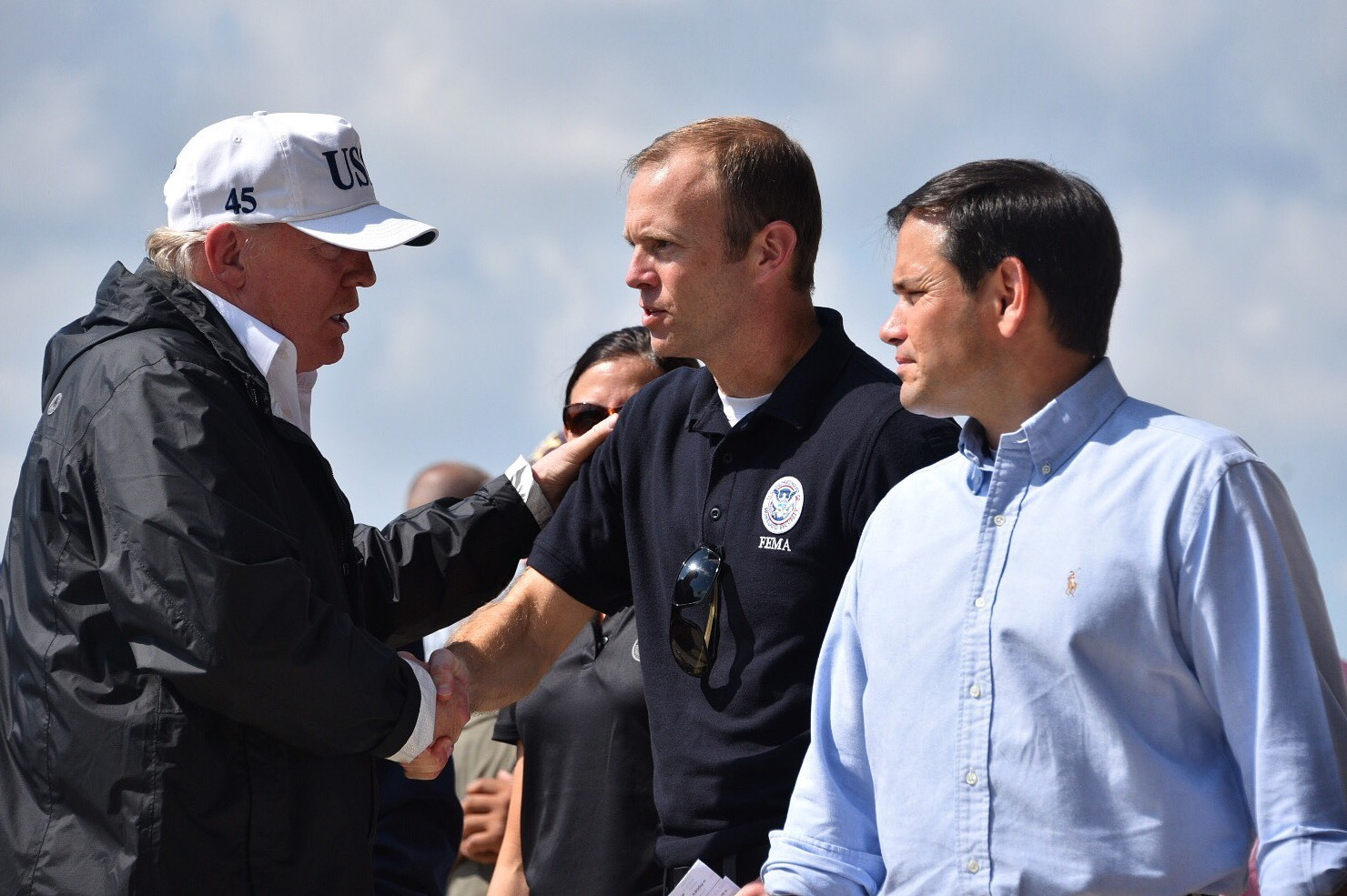
美國總統川普（左）與联邦紧急措施署署长布洛克·朗（Brock Long）（中）及鲁比奥於2017年9月合照

2017年4月5日，鲁比奥表示，巴沙爾·阿薩德在知道美國沒有優先將其推翻的情況下，覺得自己可以 「逍遙法外」。第二天，鲁比奥讚揚了特朗普下令的打击： 「通過對阿薩德發動兇殘化學武器攻擊的設施採取果斷行動，特朗普總統向阿薩德和那些賦予他權力的人清楚表明，犯下戰爭罪行而不受懲罰的日子已經結束了」。
2017年9月，鲁比奥為川普取消「童年抵美者暫緩遣返」計畫的決定辯護。他稱該計劃 「違憲」，該計劃為一些未成年時被帶入美國的無證移民提供臨時居留。
在第115屆美國國會第一次會期中，鲁比奥被The Lugar Center和喬治城大學麥考特公共政策學院 (McCourt School of Public Policy) 發佈的兩黨索引 (Bipartisan Index) 評為最能够促进兩黨共识的參議員第十名。
在民主黨現任参議員比爾·納爾遜和共和黨挑戰者瑞克·史考特之間的佛羅里達州參議院競選中，當選票正在計算時，鲁比奥在沒有證據的情況下聲稱民主黨人與選舉官員串謀非法安插投给納爾遜的选票。他在沒有證據的情況下聲稱，「民主黨律師」正在佛羅里達州淪陷，「他們已經非常清楚，他們不是來確保每一張選票都被計算在內」。他聲稱布羅瓦郡官員 「持續 」違法，但沒有具體說明是什麼違法行為。選舉監督員在布羅瓦郡沒有發現選民舞弊的證據，佛羅里達州廳也沒有發現犯罪活動的證據。

#### 第116屆國會任期内（2019年—2021年）
2019年，鲁比奥為川普決定在川普擁有的度假村多拉尔迈阿密特朗普国家度假酒店（Trump National Doral Miami）舉辦第46屆G7峰會進行了辯護。鲁比奥將這個決定稱為 「偉大」，並表示這對當地企業有利。

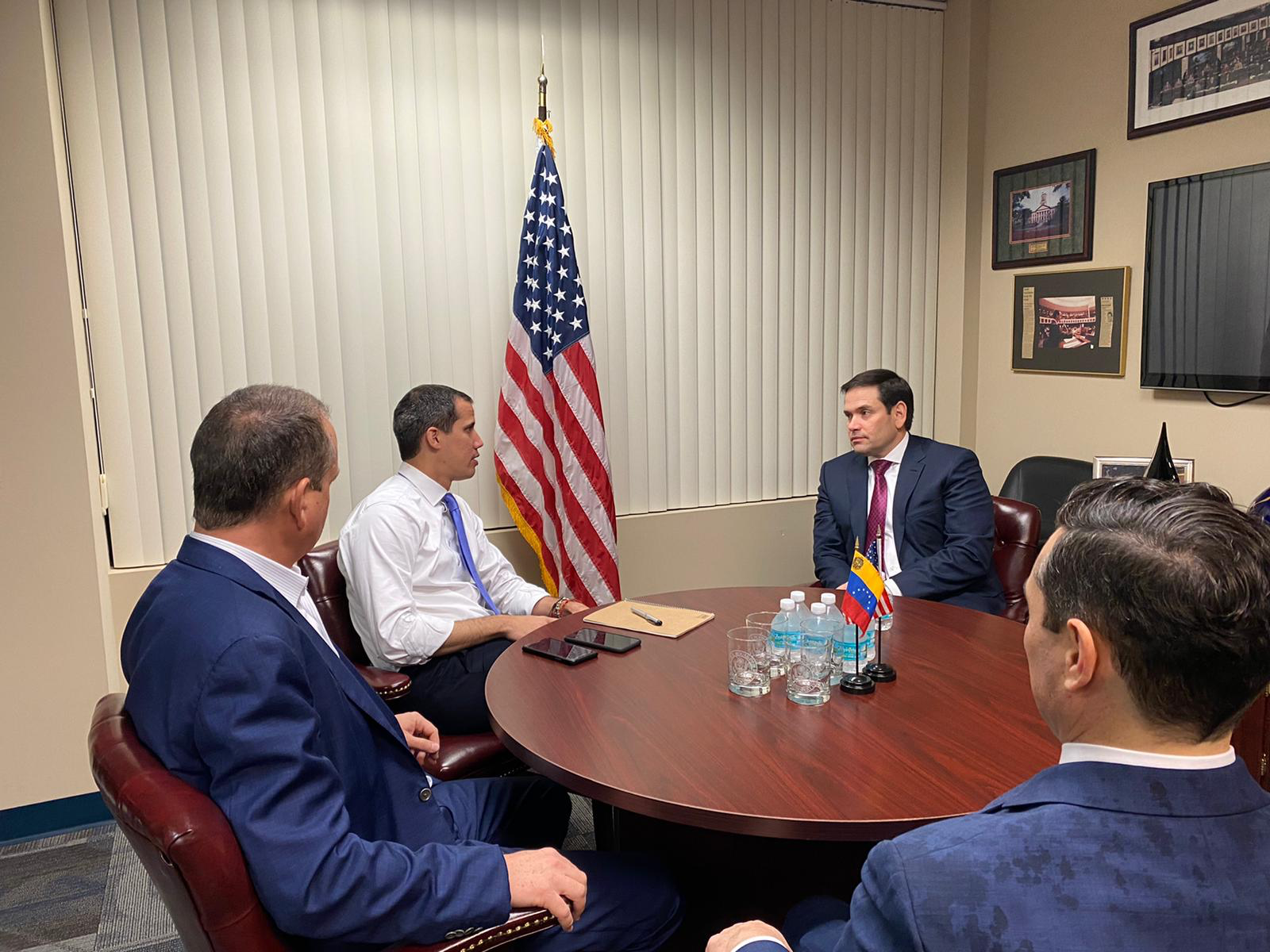
鲁比奥於2020年2月與委內瑞拉反對派領袖胡安·瓜伊多會面

2020年，鲁比奥支持提名朱迪·谢尔顿加入聯邦儲備理事會。谢尔顿曾因支持金本位制和其他非正統的貨幣政策觀點而受到兩黨的批評。
拜登在2020年總統大選中擊敗川普後、川普提出選舉舞弊的不實聲稱後，鲁比奥為川普提出舞弊聲稱和挑戰選舉結果的權利辯護，稱任何「違規行為」和「違反選舉法的聲稱」在法院作出裁決前都不能被稱為不實。鲁比奥後來改變了他的說法，表示共和黨選民對選舉中 「潛在違規行為」的擔憂需要糾正。到2020年11月23日，魯比奥稱拜登為當選總統。

#### 第117屆國會任期内（2021年—2023年）
鲁比奥將2021年美國國會山襲擊事件形容為不愛國和「第三世界式的反美無政府狀態」。對於騷亂者，鲁比奥表示，其中有些人是 "陰謀論的信徒，有些人則被當下的情況所迷惑。結果造成了國家的尷尬"。國會獲准復會後，鲁比奥投票認證了2021年美國選舉人團的點票結果。2021年2月，鲁比奥投票認定川普在煽動暴徒衝擊國會大廈的行為無罪。
2021年5月28日，鲁比奥投票反對成立1月6日委員會。
2021年5月，鲁比奥在《美國展望》（American Prospect）雜誌和他的網站上提出「華爾街必須停止扶持共產中國」的論點。「他寫道：「兩黨日益意識到中共對美國工人、家庭和社區所構成的威脅，這應該讓各政治階層的美國人感到更有力量。「他寫道：」當我們部署立法解決方案以應對這一挑戰時，民主黨人絕不能讓我們的企業和金融部門在社會問題上的左傾而忽視中國作為地緣經濟威脅的巨大性。
鲁比奥譴責俄羅斯在2022年入侵烏克蘭，並共同提出一項法案，針對親俄羅斯分裂主義團體，因為俄羅斯總統普京利用這些團體與烏克蘭政府的衝突，作為入侵的理由。

#### 第118屆國會任期内（2023年—2025年）
2024年6月，魯比奧推出一部名為《2024年對抗中共惡意影響法》(英語：Confronting CCP Malign Influence Act of 2024)的法案，表示要向世界揭露中國共產黨政權的腐敗本質。法案內容包括國家情報總監必須與美國國務卿磋商在90天內制定公開報告，詳細說明包括黨總書記習近平在內的中共黨員幹部的腐敗和財富，之後國家情報總監或其指定人選必須在180天內就報告的結論在美國參議院情報委員會及美國眾議院情報委員會作證。

### 委员会任职
鲁比奥在以下参议院委员会中任职：
- 拨款委员会（英语：United States Senate Committee on Appropriations）
- 小企业和创业委员会（英语：United States Senate Committee on Small Business and Entrepreneurship）
- 情報委員會（副主席）
- 外交委員會
- 老齡化特別委員會

## 美國國務卿

### 提名及確認

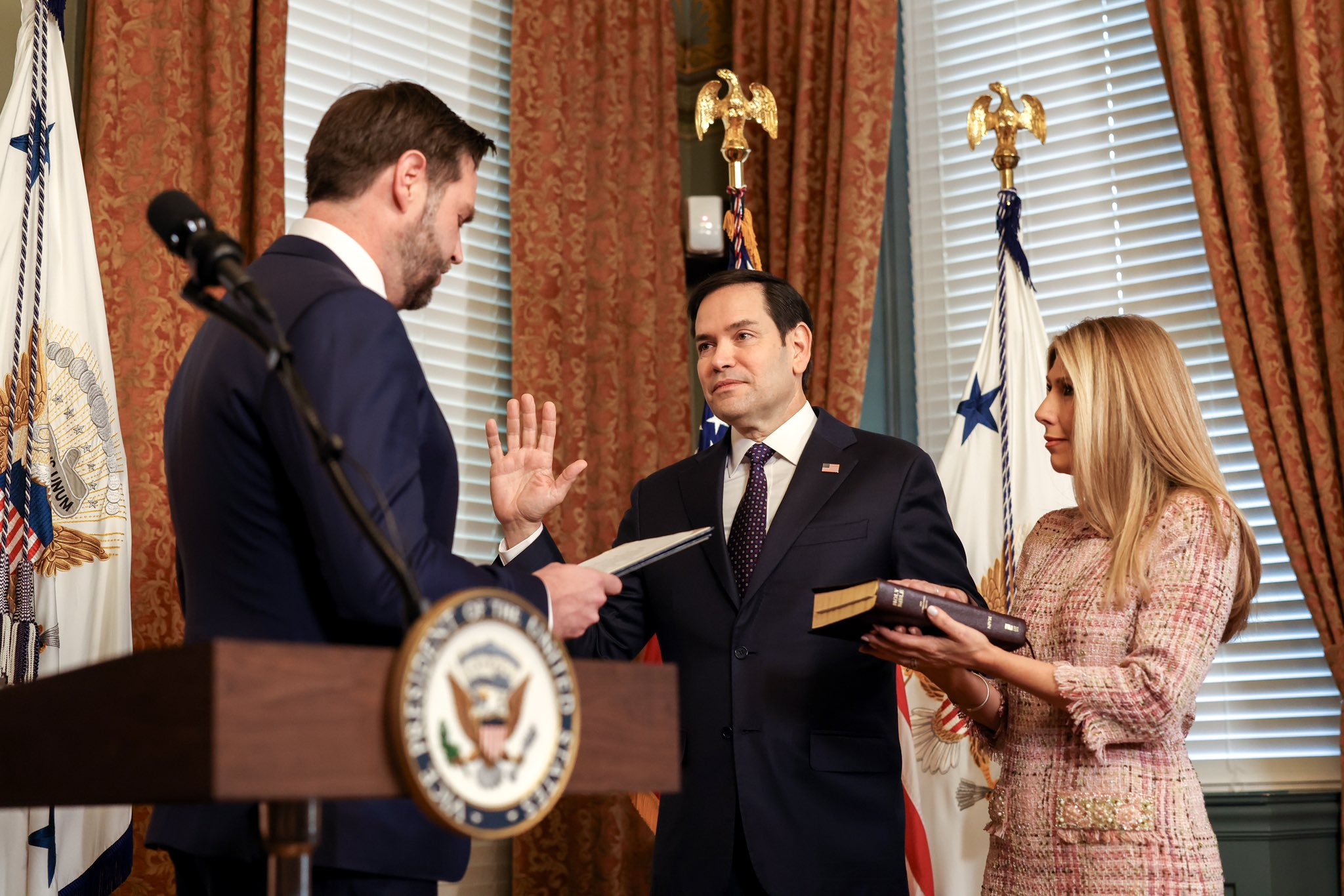
2025年1月21日，魯比奧在妻子及副總統兼參議院議長J·D·萬斯監誓下正式就任國務卿

2024年11月11日，《紐約時報》報道稱，美國當選總統特朗普计划提名鲁比奥为其內閣的國務卿。11月13日，特朗普正式宣布这一提名，后于2025年1月20日获参议院一致批准，鲁比奥成为美国第72任國務卿，亦是首位拉丁裔出身以及被中國方面制裁的國務卿，並且在1月21日副總統兼參議院議長J·D·萬斯監誓下正式就任。2025年1月16日，佛羅里達州州長罗恩·德桑蒂斯提名阿什莉·穆迪在鲁比奥成為國務卿後接替其参议员一職。

### 任期

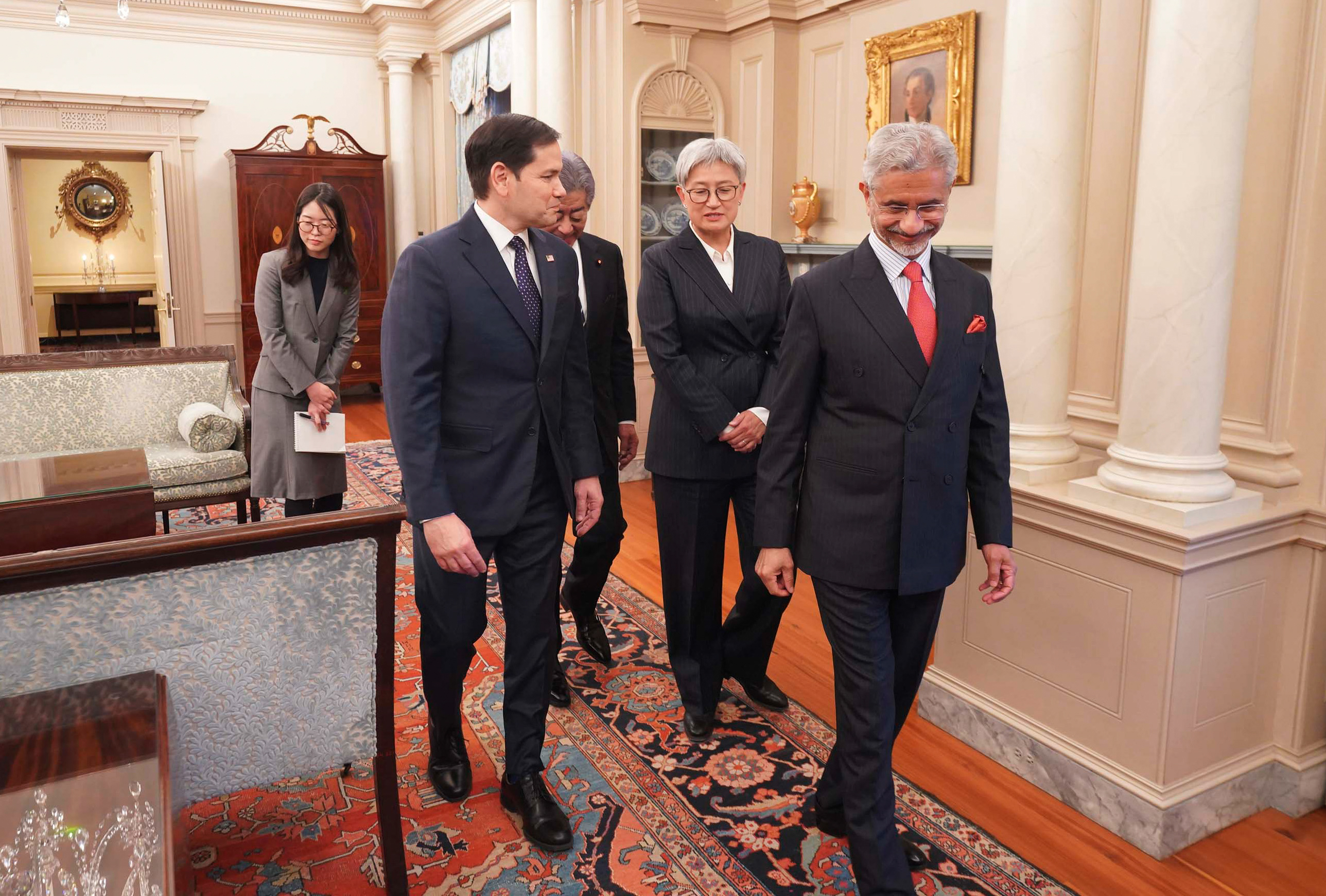
盧比歐與四边安全对话成員國外交部長：苏杰生、黃英賢和岩屋毅（2025年1月21日）

2025年1月21日，在擔任國務卿的第一天，魯比奧會見了四边安全对话成員國的外交部長，以「加強印度-太平洋地區的經濟機會和和平與安全」。
1月22日，作為政府範圍內遵守第14168號行政命令的一部分，該命令終止了護照上的性別自我認同，魯比奧指示部門工作人員凍結所有要求“X”性別標記的護照申請。作為此舉的一部分，一些跨性別申請人的文件被該部門扣留，他們的申請處於不確定狀態。
根據川普總統的行政命令，2025年1月24日，魯比奧史無前例地凍結了美國所有對外援助90天，但有一些例外。該命令自1月28日起生效。此舉導緻美國國際開發署在世界各地的許多人道主義、發展和安全項目被迫關閉。
魯比奧擔任國務卿首次出訪了巴拿馬、瓜地馬拉、薩爾瓦多、哥斯大黎加和多明尼加共和國。這次訪問旨在解決遏制非法移民問題以及川普收回巴拿馬運河的努力。
2025年1月，魯比奧表示，美國獲得格陵蘭島符合“我們的國家利益”，並且不排除使用軍事脅迫來實現這一目標。
2025年2月，魯比奧會見薩爾瓦多總統納伊布·布克爾並達成協議，該國除了接收被監禁的美國公民和美國永久居民外，還將接收被驅逐出境犯下罪行的外國人和非法移民。魯比奧稱讚該協議為將被驅逐者和美國囚犯重新安置在已建成兩年的薩爾瓦多「巨型監獄」提供了另一種方式。
魯比奧支持川普的建議，即美國接管加沙地帶，對其人口進行種族清洗和驅逐，並將其 "重建為中東的里維埃拉"。他在 X（前 Twitter）上寫道，美國「準備好帶領並讓加沙再次變得美麗」，並為所有人民追求該地區的持久和平。

## 政治立场

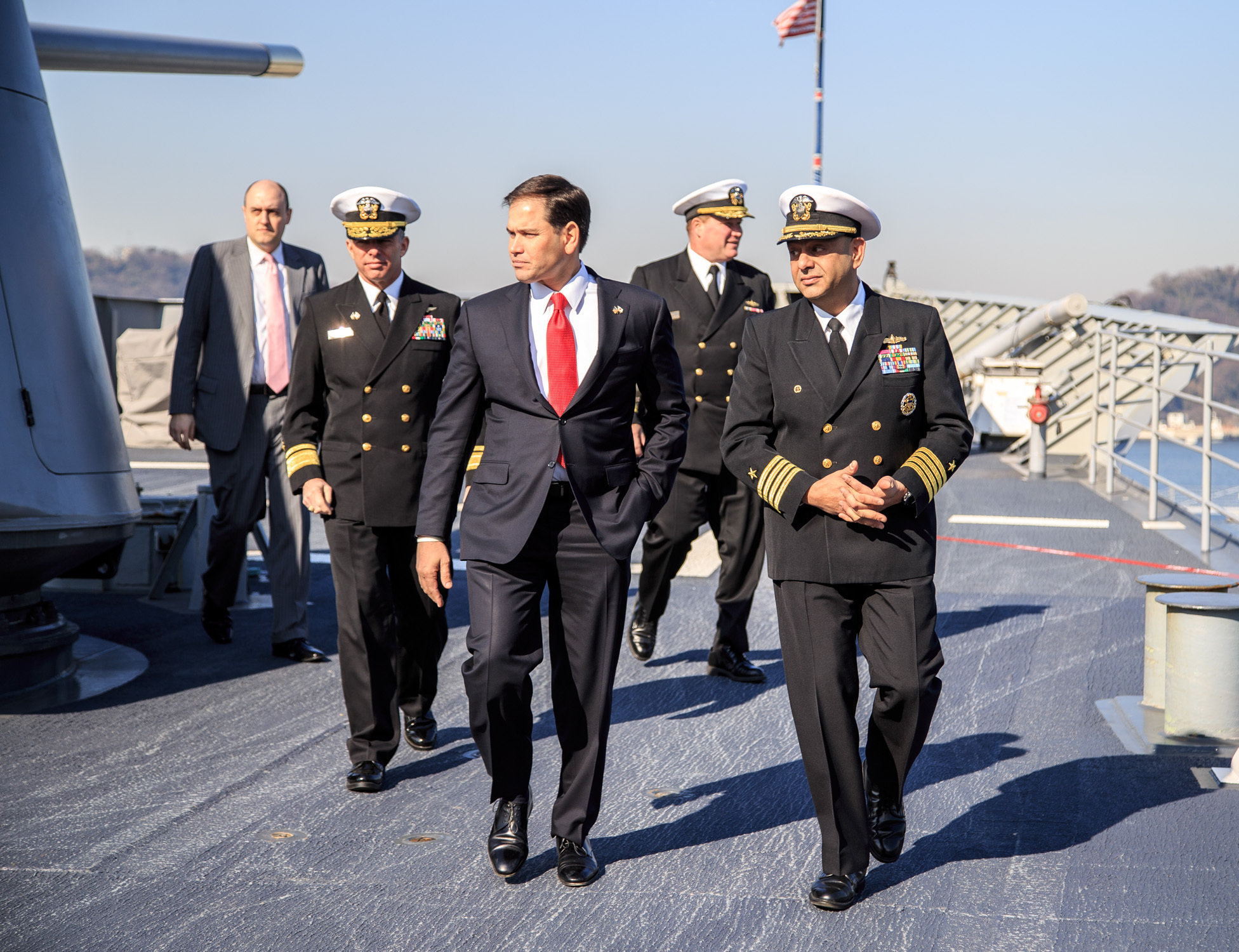
2014年1月21日，鲁比奥訪問日本時參觀橫須賀海軍基地

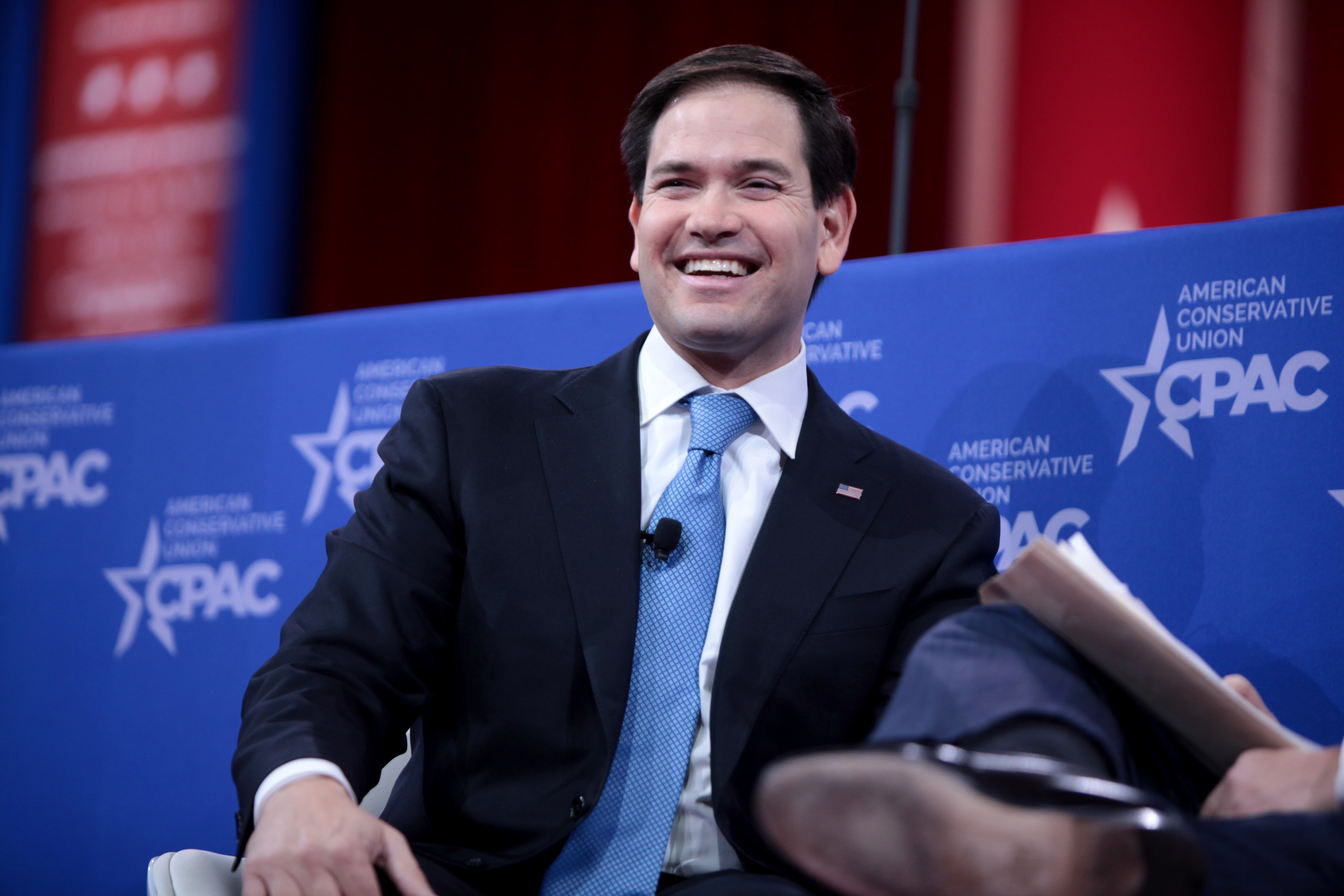
2015年2月27日在保守政治行動會議（CPAC）上演講

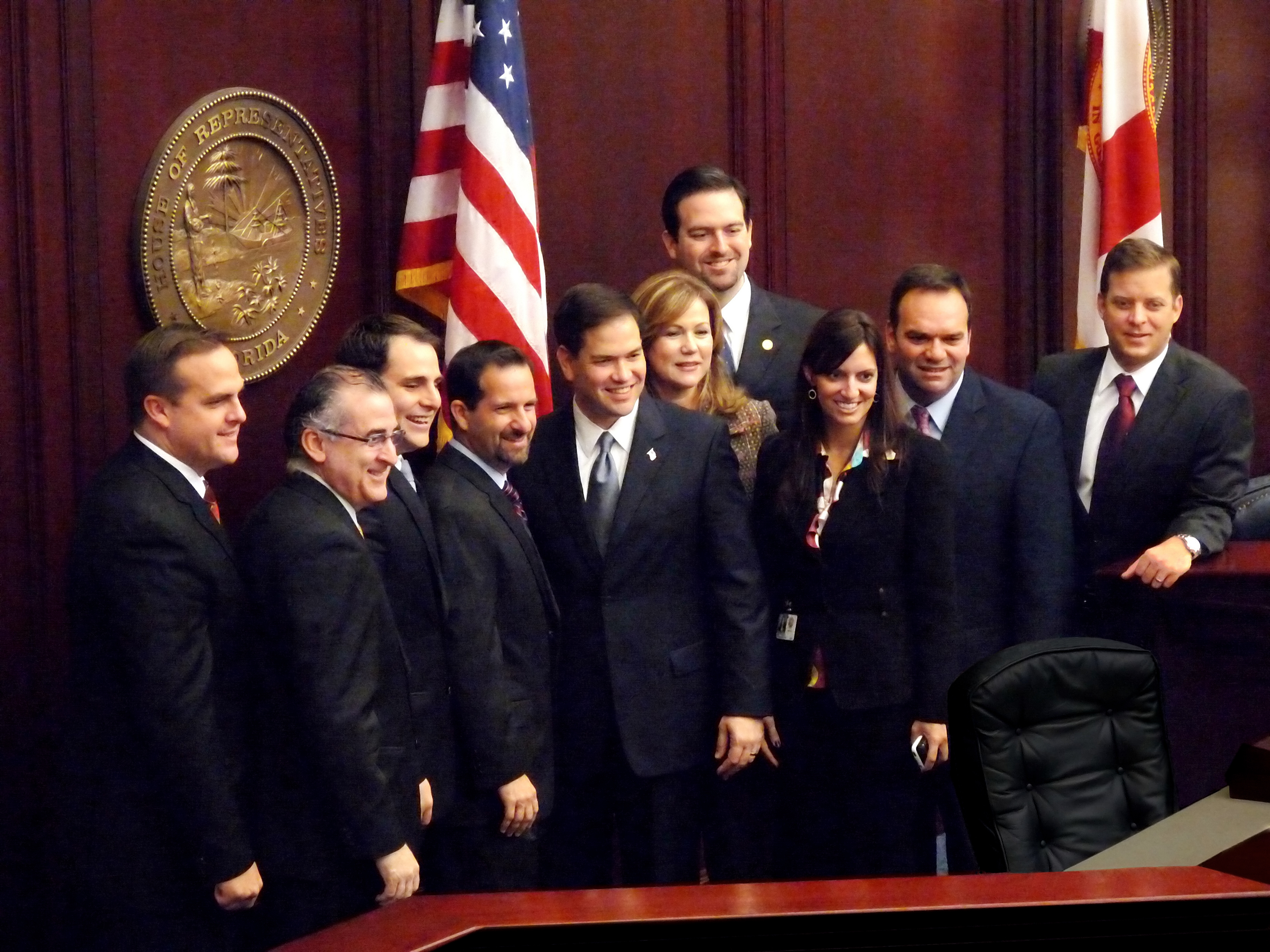
2011年2月23日，鲁比奥就任參議員不久后在佛州衆議院與西裔共和黨議員合影

鲁比奥最初得到了茶党的强烈支持而當選美国参议院议员，但因为他在2013年參與的兩黨參議員組成的「八人帮」所提出的移民改革法案，导致茶党对他的支持有所降低。《国家杂志》在2013年将他列为排名第17位保守的参议员。
鲁比奥反对槍枝管制、同性婚姻和堕胎，甚至是在强奸和乱伦的情况下（母亲生命受威胁的情况下除外），亦反对川普禁止部分国家国民入境。他主张增加国防预算，重启关塔那摩监狱并将抓捕的恐怖份子关押在里面。

## 外交政策
鲁比奥為美國參議院中的對中国共产党和中华人民共和国強硬派的代表人物，在其任期內大力推行《維吾爾人權政策法案》及《香港人權民主法案》，2024年7月提出《法輪功保護法》制裁中國境內的活摘法輪功學員器官的本土與外國實體，被認為是美國參議院中堅定的反共派。他多次直接點名批評中共中央總書記習近平，指控習近平的統治是極權主義、種族滅絕、經濟放緩及對美國與盟友的侵略。2020年魯比奧先後兩次因新疆種族滅絕指控和香港反修例事件被中華人民共和國制裁限制入境。魯比奧十分重視美臺關係，在參議員任內曾經與時任中華民國總統蔡英文和副總統當選人賴清德會面，並多次公開發表支持臺灣的言論及重申《臺灣關係法》的重要性。

### 中国大陆
2011年11月，鲁比奥在美国会见当时的西藏流亡政府首脑洛桑森格。2012年3月15日，鲁比奥在参议院召开听证会，批评中华人民共和国政府压迫西藏人，同时也侵犯中國人的人权。
2014年7月，針對2013年11月中国政府单方面划定东海防空识别区，引发中日纷争。鲁比奥指责中国“无视国际协议，破坏亚太地区的海洋安全”，从而向參議院递交了一份草案要求谴责中国，这份提案后来在7月10日全票通过。
2015年12月22日，鲁比奥在新罕布什尔州市政厅会议上发表讲话时指出，美国必须动用武力协助盟友菲律宾防衛中国，防止中国在南海侵犯菲律宾的捕捞作业权益。他将中国宣示南海主权比作俄罗斯侵占克里米亚。
2017年2月16日，魯比奧與國會及行政當局中國委員會主席兼众议员史密斯和參議員科頓提出香港人權與民主法案。目的是美方對對涉及鎮壓基本自由的香港或中國內地的政府官員，設立懲罰機制，包括禁止涉事官員入境美國及凍結其在美國的資產。
2017年12月13日，鲁比奥在美國國會及行政當局中國委員會主持名为“中国的长臂：输出中国特色专制主义”的听证会，指出中国正在对外施加影响以控制资讯、进行审查和压制异议，并批评蘋果公司等美国科技企业屈服于中国压力进行自我审查（例如苹果公司从其App Store下架VPN软件）的行为。
2019年1月17日，針對中國的維吾爾人權和新疆問題，魯比奧提出《維吾爾人權政策法案》，法案要求美國國務院就新疆維吾爾族的人權狀況定期提交報告。
2019年4月30日，魯比奧前往罗纳德·里根研究所發表演說，指出中國威權體制是在挑戰美國和世界和平，中共中央總書記習近平的「中國夢」是噩夢，並抨擊中國盜竊美國知識產權、對美間諜行為、開設新疆再教育營、倡導一帶一路引發債務問題等一系列行為。
2019年6月13日，鲁比奥在Twitter发文，转载华为要求美国运营商Verizon支付专利费用的新闻，指责华为“已经成为一个专利流氓（patent troll），试图通过毫无根据但代价高昂的专利索赔来报复美国。”。 6月17日，鲁比奥提交法案，要求修改美国国防授权法案，禁止中国华为公司通过美国法院向美国企业索要专利费。修正案提议，在美国政府特定观察名单上的公司，其中包括华为，将不被允许根据美国有关专利的法律寻求救济，包括针对专利侵权发起法律行动。 2019年年底，參議員鲁比奥提議，要求禁止聯邦基金投資中國企業。
2020年7月9日，美國財政部以侵犯重大人權為理由，制裁中共新疆維吾爾自治區黨委書記陳全國等4人。7月13日，中國外交部宣布反制措施，針對包括盧比歐在內的數名美國官員和機構祭出制裁。8月7日，美國國務院和財政部以破壞香港自治為由，宣布制裁11名中國國家機構和香港特區政府官員。8月10日，中華人民共和國政府宣佈對「在涉港問題上表現惡劣」的11人包括盧比歐在內實施「相應制裁」，盧比歐則指出，針對越來越多人被依「港版國安法」逮捕，自由世界對此應迅速作出回應，並提供身處風險中的港人一個安全避風港。
2021年5月11日，鲁比奥在美国国会发言，他直言21世纪将由美中关系来定义，又认为这是最后一次可以确保美中关系平衡的机会。鲁比奥支持美国国会推动多项与中国相关的法案，同中国展开全面竞争。
2021年8月17日，鲁比奥敦促美国总统拜登封禁中国字节跳动旗下短影音应用软件TikTok在美国的发展。
2025年1月15日，卢比奥在国务卿确认听证会上发表讲话，称中国以牺牲美国为代价，用谎言和欺骗的方式成为超级大国。演讲稿内容提及“我们先前欢迎中国共产党融入这个全球秩序。他们占尽了由此带来的所有好处，但无视了所有的义务和责任。相反，他们通过撒谎、蒙骗、侵入网络、实施偷窃，以牺牲我们为代价，取得了全球超级大国的地位。”

### 台湾

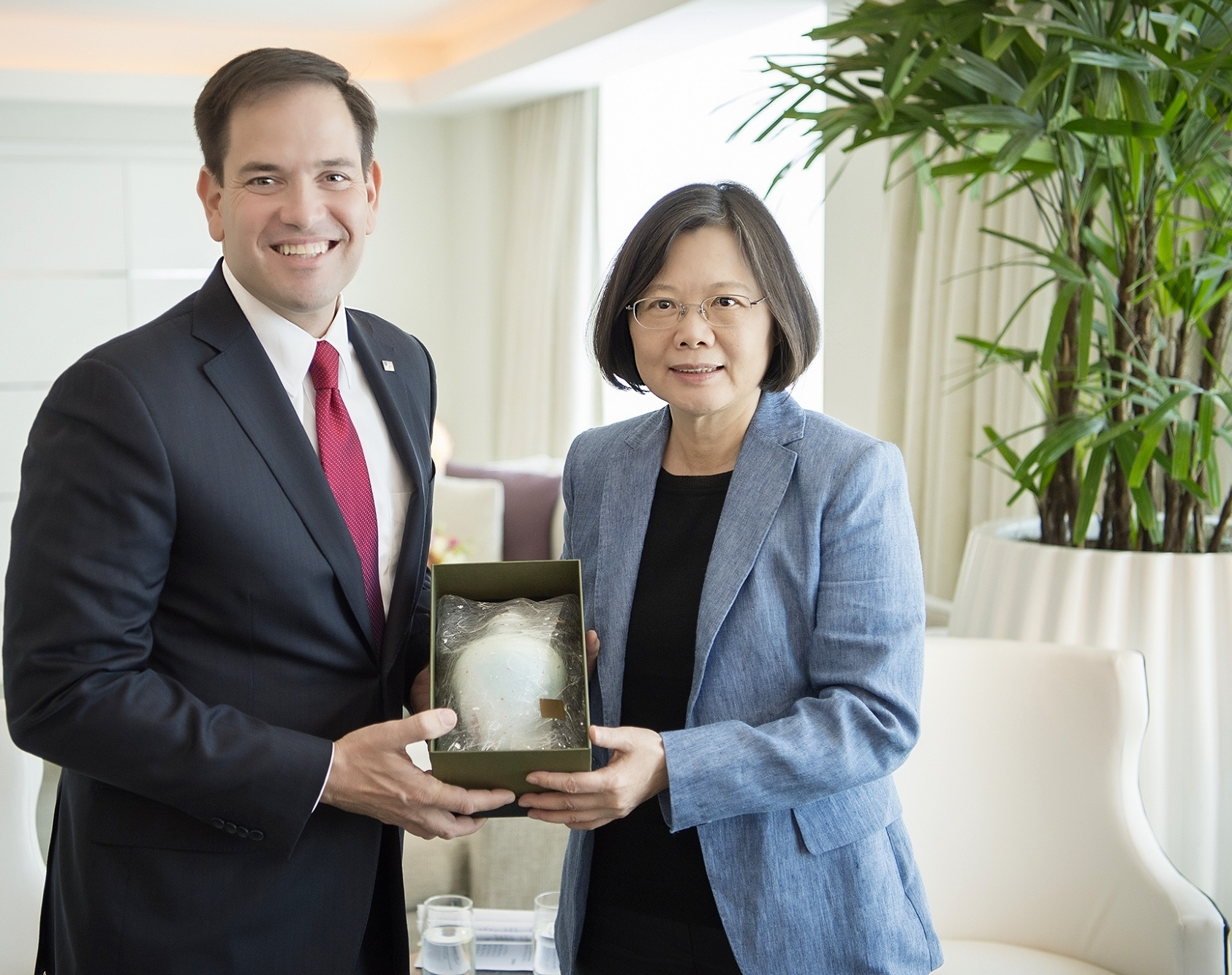
2016年6月，魯比歐在佛羅里達州會見中華民國總統蔡英文

2016年6月24日，中華民國總統蔡英文出訪時途徑美國邁阿密轉機，魯比奧隨即前往蔡英文下榻的酒店與其會面，重申美國與台灣的友誼及對盟邦的承諾。
2020年2月3日，魯比奧與民進黨籍中華民國副總統當選人賴清德在華盛頓特區國會山莊會面，魯比奧重申他對美台關系的支持，並討論了華盛頓與台北加強關系，支持台灣參與世界衛生組織等國際組織。
2024年魯比奧在2024年7月召開的共和黨全國代表大會上表示，如果特朗普再次當選美國總統，他預期會延續支持台灣的政策，為特朗普此前認為台灣應該向美國支付國防費用的說法作辯解。

### 日本
2014年1月21日，鲁比奥对日本首相安倍晋三进行了礼节性拜访，对自卫队加强军备武力表示支持。

### 俄罗斯
克里米亚危机爆发后，他认为为消除俄罗斯能源战略的影响，美国应该出口天然气給欧洲。

### 以色列
鲁比奥反对伊朗核协议，对以色列的态度表示支持。

### 古巴
2014年12月，鲁比奥宣示反对美国总统奥巴马与古巴共产党第一书记劳尔·卡斯特罗展开的两国关系正常化的谈判。鲁比奥称奥巴马此举会开一个危险的先例。

## 个人生活

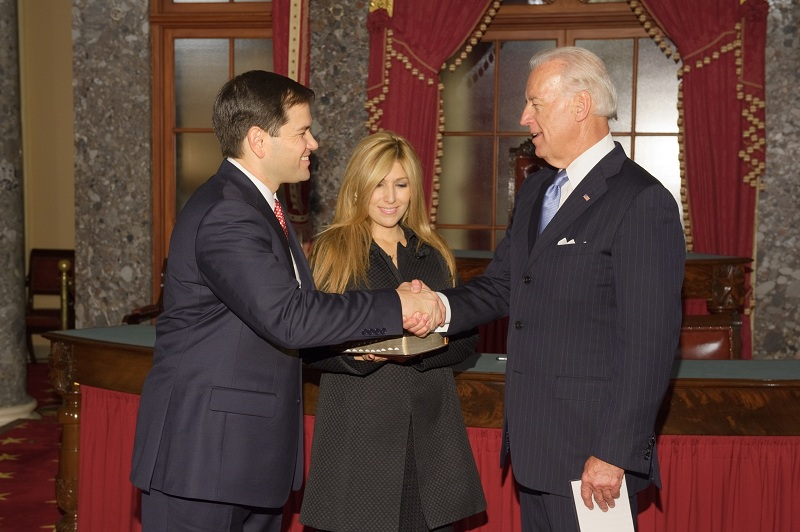
2011年1月，魯比奥（左）和他的妻子珍妮特在時任副總統乔·拜登的監誓下宣誓就任美國參議員

鲁比奥是天主教徒，在佛羅里達州科勒尔盖布尔斯的小花教堂做彌撒。他之前在佛羅里達州西肯德尔参加南方浸信會基督團契 (Christ Fellowship)。
1998年，鲁比奥與珍妮特·道斯德斯結婚，其妻曾是一名銀行出納員和邁阿密海豚隊啦啦隊隊員，他們在小花教堂舉行了天主教儀式。他們育有四名子女。現居佛羅里達州邁阿密。
根據 OpenSecrets.org 的資料，截至2018年，鲁比奥的淨值為負值，欠款超過180萬美元。

## 延伸閱讀
- Background and collected news at The Washington Post
- 美國國會國家人物傳記大辭典中的傳記
- 由華盛頓郵報維護的投票記錄
- 智慧投票计划中的傳記、投票紀錄及利益集團評級
- Congressional profile at GovTrack
- Congressional profile at OpenCongress
- Issue positions and quotes at On the Issues
- Financial information at OpenSecrets.org
- Staff salaries, trips and personal finance at LegiStorm.com
- 聯邦選舉委員會中的競選財務報告和數據
- Campaign contributions at the National Institute for Money in State Politics
- Appearances on C-SPAN programs
- 查理·羅斯訪談錄上的出場
- 網路電影資料庫上的亮相頁面
- Collected news and commentary at The New York Times
- Collected news and commentary at The Wall Street Journal
- Collected news and commentary at The Guardian
- Profile at Ballotpedia